# Золотая кошка
Золота́я ко́шка (лат. Caracal aurata) — хищное млекопитающее семейства кошачьих. Долгое время золотых кошек выделяли в отдельный род Profelis, однако генетический анализ показал, что каракал, золотая кошка и сервал генетически тесно связаны и произошли от общего предка около 5,4 миллионов лет назад. Поэтому было предложено объединить всех их в род Caracal.

## Распространение
Золотая кошка обитает в тропических дождевых лесах Экваториальной Африки, встречаясь от Сенегала до северной Анголы и от Конго на западе до южной Кении на востоке. Основная её популяция проживает в бассейне Конго и на окружающих территориях.

## Внешний вид
Она вдвое больше домашней кошки. Длина тела 0,9—1,2 м, причём на долю хвоста приходится 2/7—1/3 общей длины; высота в холке — 38—50 см. Масса самцов в среднем — 11—14 кг; единственная взвешенная самка весила всего 6,2 кг. Уши у неё закруглённые, снаружи тёмные; голова маленькая.
Имеются два основных варианта окраса: золотистый/рыже-коричневый или серебристо-серый/синевато-серый. Число животных обоих окрасов примерно равное. Обычно грудь, живот и горло у золотой кошки светлее или белого цвета; вокруг глаз — светлая каёмка. На хвосте хорошо различима центральная тёмная линия; кончик хвоста — бурый или чёрный. На общем фоне имеется более тёмный (не чёрный) рисунок, который различается у двух разных подвидов:
- Caracal aurata aurata — обитает в Центральной Африке, от Конго до Уганды; у него пятна имеются только на животе и боках;
- Caracal aurata celidogaster — водится в Западной Африке; у данного подвида пятна на спине, шее и на голове.

Известны также животные-меланисты, окрашенные в чёрный цвет, причём в основном окрасе различимы более тёмные пятна — этих кошек насчитывается 4 % от общего числа.
Золотая кошка очень похожа на кошку Темминка (Catopuma temminckii), с которой их объединяли в род золотых кошек, и соответственно данный вид именовали африканской золотой кошкой, а кошку Темминка — азиатской золотой кошкой. Однако они являются не родственными видами, а результатом конвергентной эволюции в схожих условиях обитания.

## Образ жизни и питание
Обычной средой обитания золотой кошки являются влажные тропические леса экваториальной Африки, включая мангровые и бамбуковые леса, однако она способна приспосабливаться к изменениям ландшафта, встречаясь также в сухих лесах, приречных зарослях и на вырубках.
Существует мало данных о жизни этих кошек в природе, поскольку они скрытны и довольно редки. Они ведут одиночный образ жизни, охотясь преимущественно по ночам, а днём отдыхая на ветвях деревьев.
В рационе у золотых кошек грызуны, даманы, птицы, мелкие антилопы (дукеры) и мелкие обезьяны. Охотятся они как на земле, так и на деревьях. О нападениях этих кошек на домашнюю птицу и скот достоверно неизвестно.

## Размножение
В неволе золотые кошки хорошо размножаются. Беременность у них длится 75—78 дней, рождается всего 1—2 котёнка. Котята быстро растут — глаза у них открываются через неделю после рождения, мать вскармливает их молоком до 6 недель. В возрасте 18 месяцев они становятся полностью самостоятельными.
В неволе доживает до 15 лет.

## Статус популяции и охрана
Современная популяция золотых кошек (1996 г.) оценивается в 10 000 взрослых особей, причём в каждой субпопуляции их не более 1000. Основную опасность для них представляет деградация лесов в Экваториальной Африке. Охота на золотых кошек запрещена или ограничена во всех странах. Однако племена пигмеев традиционно ценят хвосты этих кошек в качестве амулетов, помогающих в охоте на слонов, а шкуры — в качестве одежды.